# هجوم العمالقة
هجوم العمالقة (باليابانية:進撃の巨人 شِينْگيكِي نو كيوجِين، حرفياً "العملاق المهاجم") أو الهجوم على العمالقة (بالإنجليزية: Attack on Titan) هي سلسلة مانغا يابانية من تأليف ورسم هاجيمي إيساياما. وتقع أحداثها في عالم خيالي حيث يعيش البشر داخل أراض محاطة بثلاثة أسوار ضخمة تحميهم من عمالقة يأكلون البشر، تبدأ الأحداث حين يتم اختراق أحد الأسوار وهو سور ماريا حيث تقوم العمالقة بإبادة ثلث البشرية.
بدأت سلسلةُ المانغا لأوّلِ مرة فِي مجلةِ في كودانشا، بيساتسو شونن في 9 سبتمبر 2009. وقد تم جمعها في 28 مجلد تانكوبون اعتبارًا من أبريل 2019. لاقت سلسلة هجوم العمالقة نجاحاً تجارياً، واعتبارًا من أبريل 2019 تم طبع ما يقرب من 90 مليون نسخة تانكوبون في جميع أنحاء العالم (80 مليون في اليابان و 10 ملايين خارج اليابان)، مما يجعلها واحدة من سلسلة المانغا الأكثر مبيعا. وقد فازت بجوائز عديدة، مثل جائزة كودانشا للمانغا، جوائز ميشيلوزي، وجائزة هارفي.
لاقى إصدار الأنمي التي بثّه ويت استديو إشادة من النقاد مع أول ثلاثة مواسم مع الثناء للقصة والرسوم المتحركة والموسيقى والتمثيل الصوتي، وقد أثبتت نجاحها في كل من اليابان والولايات المتحدة، مما أدى إلى تعزيز شعبية السلسلة. وبالرغم من أنها اكتسبت شهرة في الدول الآسيوية المجاورة، إلا أن التفسيرات السياسية للسلسلة قد لاقت جدلا في كل من الصين وكوريا الجنوبية.

## نظرة عامة

### الخلفية

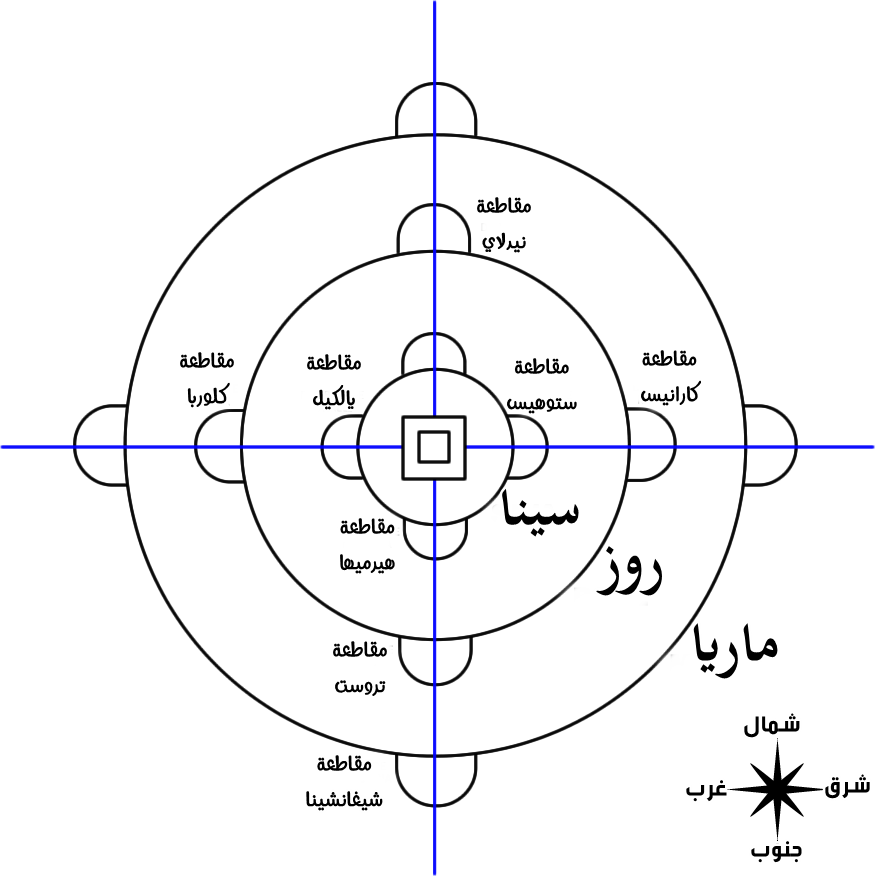
صورة توضح شكل نظام الأسوار التي يعيش فيها البشر

منذ 1800 عام، عقدت «يومير فريتز» صفقة مع «شياطين الأرض» وتحولت إلى عملاق بشري يسمى التيتان (巨人 Kyojin). وبالرغم من أنها توفيت بعد 13 عامًا بسبب التأثير الجانبي لقوتها الجديدة، إلا أن قوتها قد تقسمت وانتقلت عبر بناتها قبل تقسيمها إلى تسعة أفراد قاموا بتأسيس «الإمبراطورية الإلدية». واستمر «العملاق المؤسس» مع عائلة فريتز وغزت «شعب مارلي» وحكمتها مدة 1700 عام. ولكن قبل قرن من أحداث القصة الرئيسية، شعر الملك الإلديني (رقم 145) «كارل فريتز» بخيبة الأمل من تراث عائلته وقام بتدبير انهيار لأمته بالاشتراك مع «شعب مارلي» مما جعل من الإلدينيين الذين بقوا في القارة الرئيسية مواطنين من الدرجة الثانية، وتم تهديدهم بالنفي إلى جزيرة باراديس كعمالقة نقية طائشة.
أخذ كارل البقية إلى جزيرة باراديس واستخدم عددًا لا يحصى من أجسام العمالقة الضخمة لبناء مدينة مسورة بثلاثة أسوار ضخمة: جدار ماريا (ウォール・マリア Wōru Maria، الخارجي)، وجدار روز (ウォール・ローゼ Wōru Rōze، الأوسط)، وجدار سينا (ウォール・シーナ Wōru Shīna، الداخلي). بعد ذلك استخدم كارل قوة «العملاق المؤسس» لمحو ذكريات معظم الشعب الإليدي، وأما الذين لم يتأثروا فقد عرض عليهم بأن يصبحوا نبلاء أو يصبحوا منبوذين مثل «عائلة أكرمان» الذين خدموا عائلة فريتز. وبسبب قوة «العملاق المؤسس»، أثر كارل على سلالته في مواصلة عمله لحكم الشعب الإلدي داخل الجدران من خلال تخويفهم من هجوم العمالقة، الذين هم بالأصل «إلدينيون» من القارة الرئيسية تم تحويلهم ونفيهم بواسطة «الشعب المارلي» إلى جزيرة باراديس لترويع سكانها.
بسبب تأثير الملك كارل على نسله المباشر عبر قوة العملاق المؤسس في مواصلة الخداع، يعتقد الإلدينيون في جزيرة باراديس أنهم البشر الوحيدين الباقين بافتراض أن العمالقة هم المسؤولون. ويعتبر العمالقة النقيون غير واعيون لأنهم يهاجمون ويأكلون أي إنسان على الفور بصورة غريزية. لكن على ما يبدو، فهم لا يحتاجون للغذاء ليبقوا أحياء، حيث لا يقومون بافتراس الحيوانات الأخرى، حتى مع الغياب الطويل للبشر، وبإمكانهم البقاء بامتصاص أشعة الشمس. لديهم جلود هشة وقدرات تجددية، ويمكن قتلهم فقط عن طريق جرح في منطقة ضعيفة في مؤخر العنق. أما بشرة العمالقة الذكية فهي قاسية ويصعب اختراقها، وتتجدد بسرعة من أثر الإصابات، باستثناء المنطقة الضعيفة في مؤخر العنق. وقد طور الإلدينيون في باراديس عدة شعب عسكرية خاصة لمحاربة العمالقة، الأول هو "فيلق الاستطلاع (調査兵団 Chōsa Heidan)" وهو الذي يحاول استعادة الأراضي التي استولى عليها العمالقة، لكنه يتلقى سخرية كبيرة من المجتمع بسبب ارتفاع معدل الخسائر التي يبدو ألا معنى لها مع التقدم البطيء. الثاني وهو الأكبر هو فيلق الحامية ((駐屯兵団 Chūton Heidan)، ومهمتهم حراسة الجدران والمدنيين، أما الثالث فهو فيلق الشرطة العسكرية (憲兵団 Kenpeidan)، وهم من يحرسون الأسرة المالكة ويعيشون حياة هادئة نسبيا ضمن الجدار الداخلي، وبالرغم من ذلك فقد أدى ذلك في النهاية إلى احتيال وفساد، وخداع سياسي. يستخدم الجنود المناورة بنظام الربط يسمى ترس المناورات الثلاثية الأبعاد (立体機動装置 ريتاي كيدو سوتشي) الذي يتيح لهم القفز والتأرجح على الجدران، والأشجار، أو المباني القريبة لمهاجمة العمالقة بسيوف مزدوجة، وذلك باستخدام عبوات غاز لدفعهم. ومع ذلك، بالرغم من كونه السلاح الأساسي للجنود في الهجوم والدفاع ضد العمالقة، إلا أنه لا فائدة منه في التضاريس المفتوحة والمسطحة كالحقول.
داخل الجدران، عاش شعب باراديس الإلدي في سلام غير مستقر لمدة مائة عام مع نشوء الكثير من الناس دون أن يشاهدوا عمالقة. ولكن كل هذا تغير عندما تم إرسال مجموعة من الإلدينيين المارليين يعرفوا بالمحاربين إلى جزيرة باراديس للحصول على العملاق المؤسس من عائلة ريس التي تعتبر من أحفاد كارل فريتز. وتم تدمير جداري ماريا وروز عن طريق حاملي «العملاق الهائل» و «العملاق المدرع»، مؤكدين أنهم سيكونون قادرين على الاختلاط بين الناجين من المذبحة الناتجة، وقد اضطر الإلدينيون الناجون إلى الهجرة للمناطق الداخلية، وقد سبب تدفق السكان المفاجئ إلى اضطرابات ومجاعة.

### الحكاية
تحكي السلسلة قصة إرين ييغر، ميكاسا أكّرمان وصديقهما أرمين أرليرت. بعد اختراق العمالقة للسور الخارجي، بما فيهم العملاق الهائل عديم الجلد بطول 60 متراً والعملاق المدرع الذكيين بشكل غير مألوف، وموت والدة إيرين نتيجة الدمار الناتج، يقسم إرين على الانتقام من العمالقة ويتطوع لاحقاً لدخول الجيش، برفقة ميكاسا وأرمين.
بعد مرور خمس سنوات على المتدربين الخريجين المتمركزين في مقاطعة تروست، هجم العمالقة مرة أخرى على واحدة من المدن الحدودية المطلة من جدار روز. في المعركة التي بدأ الحماة بالدفاع، إرين ينقذ أرمين من أكل العملاق فأكل إرين عملاق يظهر في وقت لاحق ويبدأ القتال مع العمالقة في حين تجاهل البشر العملاق كشف أنه إرين الذي لديه القدرة على التحول إلى عملاق. على الرغم من أنه ينظر إليه باعتباره تهديدا، وعلى أنه ساعد الجيش في استعادة حي تروست. بعد وضعه في المحاكمة لكونه خطرا على البشر، فهو انضم إلى فيلق الاستكشاف في فرقة العمليات الخاصة بقيادة النقيب ليفاي.
في رحلة الـ57 الاستكشافية إلى شيغانشينا (المقاطعة التي دمرت قبل 5 سنوات) والذي يتواجد فيها القبو حيث فيه أسرار العمالقة، تعرض الكشافة لهجوم من العملاقة الأنثى التي تحاول اختطاف إرين. على الرغم من أن الكشافة قبضوا على العملاقة الأنثى، تحررت لاحقا وقتلت كل أعضاء فرقة ليفاي، مما اضطر البعثة إلى التراجع. أرمين يحدد أن العملاقة الأنثى هي آني ليونهارت، واحدة من الطلاب العسكريين التي علمت إرين القتال. فوضعوا خطة للقبض عليها في مقاطعة سْتوهيس. أثناء هذه العملية، خُلفت أضرار كثيرة، اكتشفوا أن العمالقة متواجدون داخل الأسوار المحيطة بالمستوطنات البشرية.
اكتشف إرين أن بعض أصدقائه قادرون على التحول إلى عمالقة، وقد أُرسلوا كجواسيس من قبل طرف مجهول للعثور على ما يسمى «الإحداثي». فإنه مؤكد في وقت لاحق أنها القوة الأصلية للقدرة على التحكم على العمالقة، وأن إرين يحمل تلك القوة. إن العائلة المالكية والشرطة العسكرية يريدون إرين وصديقته كريستا لينز، التي اسمها هيستوريا رايس وهي الملكة الحقيقية.
فيلق الاستكشاف، مرَّ بمرحلة نجاح الثورة في الإطاحة بالنظام الملكي، وبلغ بوفاة رود على يد ابنته هيستوريا، والتي أصبحت الملكة الجديدة. ومن ثم كشفت أن رايس الأسرة المسؤولة عن إنشاء الجدران قبل 100 سنة باستخدام الإحداثي، والتي سُرقت منهم من قبل والد إرين غريشا، الذي تم نقله إلى إرين بتحويله إلى عملاق، قبل السماح لابنه بالتهامه.
من خلال الاستفادة من الطاقة الجديدة التي تم الحصول عليها عن طريق إرين وهي التصلب الدائم، تمكن فيلق الاستكشاف هذه المرة من الوصول إلى شيغانشينا لاستعادة جدار ماريا وسد الثقب. ومع ذلك، نصب لهم زيك فخاً، حيثُ يقود جيش من العمالقة وهناك أيضا العملاق الهائل والمدرع. تنتهي المعركة مع زيك فيتراجع، هُزم العملاق الهائل على يد أرمين مما أدى لاحتراق جسدهِ وثم قاموا بوضع حقنة عليه أثناء موته ومن ثم تحوّل إلى عملاق، وأكل بيرتولدت وأصبح ارمين متحولاً للعملاق الهائل، ولكن على حساب أرواح ما يقارب جميع أعضاء الفيلق الذي تم إبادتهم، بما في ذلك قائد فيلق الاستطلاع، إروين سميث.
قبل العودة، أراد الناجون من فيلق الاستكشاف الذهاب إلى الطابق السفلي من بيت إرين وميكاسا، ووجدوا أدلّة تُثبت أن الحضارة الإنسانية في ما وراء الجدران ليست منقرضة كما يؤمنون بذلك، ولكن في الواقع، مزدهرة. إلا أنهم اكتشفوا أيضا أن عرقهم من الإلديان، المظلومين والمضطهدين من قبل العرق المارليين -الجنس الحاكم الذي قهرهم في جزيرة باراديس (الجزيرة التي فيها الأسوار) والاستيلاء على مواردها الطبيعية- حوّلت أَسرى الإلديان إلى عمالقة لاواعين لضمان حصارهم داخل الجدران وأرسلوا راينر، آني، وغيرهم من متحولوا العمالقة لسرقة قوة الإحداثي. عرف إرين أيضا أن زيك هو أخوه الأكبر غير الشقيق، الذي خان والده وتوجّه نحو المارليين. فبعد إصلاح جدار ماريا، أعدّ إرين الآخرين لمواجهة قوات مارلي.
ثم تنتقل القصة إلى ما بعد أربع سنوات، حيث تملك مارلي عمالقة كزيك وراينر، وكذلك محاربون متدربون لوراثة قواهم بسبب أن قوى العمالقة تبقى لها 13 سنة فقط. تحارب مارلي دولة أخرى تسمى «الشرق المتوسط». على الرغم من انتصار مارلي في الحرب إلا أنها دمرت بفضل اختراع جديد لمكافحة العمالقة بالمدفعية التي يمكن أن تضر بشكل خطير. دُمر معظم الحصن جيدا من قبل العمالقة.

## الإنتاج

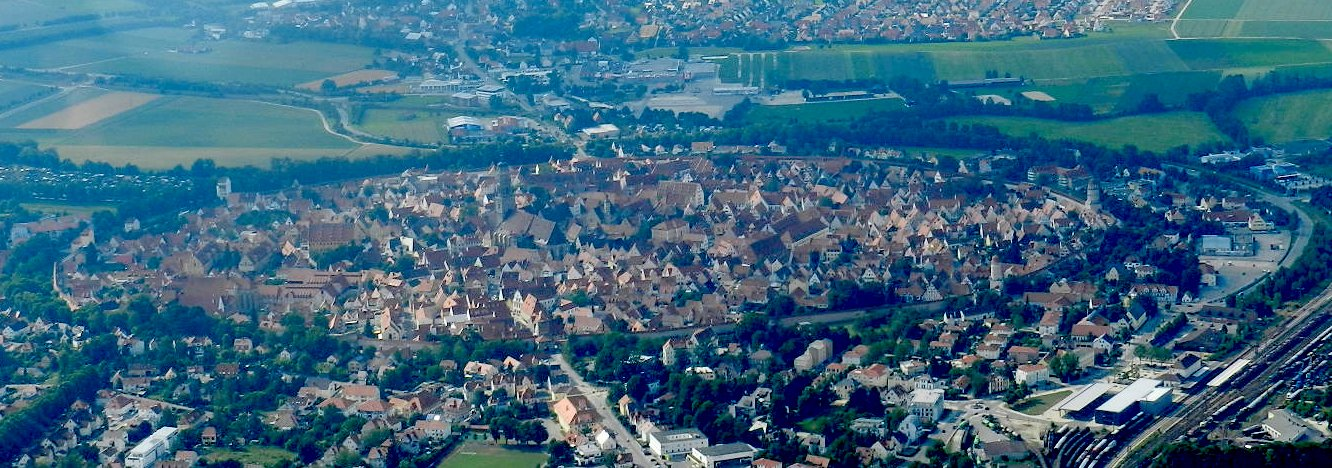
المدينة التي اقتُبست فيها نظام الأسوار للسلسلة

قبل النشر، رسم إيساياما وان شوت سنة 2006 وغير الكثير من التفاصيل وأصبحت القصة الحالية هجوم العمالقة. كان إساياما قد فكر بالفعل بأفكار الالتفافات بالرغم من نقصها للتفاصيل وهو يعمل عليها. قرر إساياما استعمال العمالقة في السلسلة نظراً لكم هم «مقززون». أثناء تصميمهم، قام باستخدام نماذج متعددة مثل فنان الدفاع عن النفس يوشين أوكامي من أجل هيأة العملاق لبطل القصة إرين ييغر، وكذلك بروك ليسنر من أجل العملاق المدرع. يقال بأن «سور الخوف» قد استُلهم من قبل الثقافة اليابانية كما يرجع ذلك إلى كونهم منعزلين ومنطوين للغاية. أحاسيس البشر الداخلية إحدى أهم العوامل المؤثرة الرئيسية في السلسلة. إيساياما في وقت لاحق أكّد أن الهجوم العمالقة مستوحاة جزئيا من موف-لوف فايروس، الرواية البصرية الثانية في سلسلة لوف فايروس البصرية المُبتكرة.
في سبتمبر 2013، ذكر إساياما أنه يسعى إلى إنهاء السلسلة في 20 مجلدا. وأيضاً قرر إعطاء السلسلة نهاية مأساوية مشابهة بفيلم السديم لستيفن كينغ، حيث كل شخص سيموت. على أية حال لقى المانجا والأنمي استجابة إيجابية، جعلاً المؤلف يفكر في تغيير النهاية المأساوية بسبب تأثيرها على المعجبين.
ذكر إيساياما في مقابلة أن شخصيته المفضلة هي جان كريشتاين، وبعدها في مقابلة أخرى أنه يفضل راينر براون.

## وسائل الإعلام

### المانغا
بدأت سلسلة المانغا في المنشور الشهري لكودانشا، مجلة بيساتسو شونن، في إصدارها لسبتمبر 2009. مجلد تانكوبون الأول أصدر في 17 مارس 2010. آخر مجلد 25 صدر في 2018. ففي يونيو 2013، وصلت المانغا علامة 20 مليون طبعة في اليابان. في نوفمبر 2014 وصلت المانغا إلى 45 مليون طبعة  بحلول شهر سبتمبر 2016، زاد العدد إلى 60 مليون.
رُخصت السلسلة أيضاً في أمريكا الشمالية، فبِوُصول 9 أغسطس 2013، أُصدر 11 مجلداً. في أمريكا الشمالية، نشرت السلسلة بالإنجليزية من طرف كودانشا كومكس USA. قاموا بنشر المجلد الأول في 19 يونيو 2012، مع إصدار خمس مجلدات بتاريخ 4 يونيو 2013.
سلسلة كوميدية تحت عنوان "هجوم العمالقة: الثانوية" (進撃！巨人中学校 Shingeki! Kyojin Chūgakkō) كتبت من قبل «ناكاغاوا ساكي»، وبدأت التسلسل في مجلة بيساتسو شونن في مايو 2012. يترتب على الشخصيات الرئيسية كما أنها معركة عمالقة في المدارس الإعدادية.
سلسلة مانغا أخرى مقتبسة من الرواية الخفيفة للمقدمة هجوم العمالقة: قبل السقوط بدأت في شونن سيريوس الشهرية من أغسطس 2013. يقوم برسمها ساتوشي شيكي. مانغا جانبية إضافية مقتبسة من الرواية القصيرة خيار لا أسف "هجوم العمالقة: لا أسف" (進撃の巨人 悔いなき選択 Shingeki no Kyojin: Kuinaki Sentaku) بدأت السَّلسلة في مجلّة أريا، التي هي مركزة على أصول ليفاي، أحد أكثر الشخصيات بروزاً في السلسلة الرئيسية. سلسلة فكاهية والتي بعنوان؛ "سخرية العمالقة" (寸劇の巨人 Sungeki no Kyojin) فرسمها هونوري، أصدرت على مانغا بوكس من كودانشا وتطبيق قُرص في ديسمبر عام 2013. سلسلة أخرى هجوم العمالقة: الفتاتان الضائعتان، بدأت سلسلة مانغا بالنشر لريوسوكي فوجي في مجلة شونن كودانشا بيساتسو شونن في 9 أغسطس 2015. انتهت السلسلة في عدد يونيو 2016 من المجلة في 9 مايو 2016.

### رواية خفيفة
سلسلة الروايات الخفيفة في هجوم العمالقة مستندة على سلسلة المانغا لنفس المؤلف هاجيمي إيساياما بدأ إصدارها من ديسمبر 2011 وحصلت أيضاً على نسخة مانغا منها. تروي السلسلة قصة البشر وهم يصنعون لهم وطنًا داخل جدران هائلة بسبب ظهور العمالقة، مخلوقات عملاقه شبيهة بالإنسان تفترس البشر على ما يبدو من دون سبب.
السلسلة الأولى، (قبل السقوط)، كتبها ريو سوزوزاكي ورسمها ثورز شيباموتو. في البداية تتحدث القصة عن ملاك، حدّاد قام بتطوير أول نماذج لمعدّات المناورة، قبل التركيز على الطفل الذي وُجد في معدة عملاق. ثلاث مجلّدات تم إصدارها لـ (قبل السقوط) ما بين 2 ديسمبر، 2011 و29 يونيو، 2012. شركة فيرتكال.
السلسلة الثانية سيدة المدينة القاسية، كتبها غيغل أكيغوتشي ورسمها رانجي موراتا، تحكي السلسلة أحداث مابعد سقوط جدار ماريّا التي عُرِضت في بداية المانغا الأساسية، فصُدر مجلد واحد من (سيدة المدينة القاسية) تم إصداره في 1 أغسطس، 2014.
رخّصت أيضا كل الروايات الخفيفة في أكتوبر 2013 لنشرها باللغة الإنجليزية.

### الأنمي
مسلسل أنمي تلفزيوني بإنتاج ويت ستوديو (شركة فرعية لآي جي بورت) بدأ في 6 أبريل 2013 على إم بي إس، بإخراج تتسورو أراكي وإنتهى في 4 نوفمبر 2023. كل من فنيميشن وكرانشي رول تقومان ببث على موقعيهما بالترتيب، وتنوي فنيميشن إصدار السلسلة على فيديو منزلي في 2014. رُخِّص الأنمي في المملكة المتحدة من قبل مانغا إنترتينمنت.
خمسة نسخات من الأوفا؛ أولها الفصل الخاص «مذكرة إلزي» من مجلد تانكوبون الخامس كان من المخطط لها سابقاً أن تصدر في 9 أغسطس 2013، مجموعة مع الإصدار المحدود للمجلد 11، تأجل إصدارها من ذاك الحين لترفق مع إصدار محدود من المجلد 12 بدل ذلك. النسخة الثانية والتي صدرت في 9 أبريل 2014 بعنوان «زائر مفاجئ: لعنة الشباب التعذيبية»، النسخة الثالثة بعنوان «محنة» صدرت في 8 أغسطس 2014. أما النسختان الرابعة والخامسة فهي مقتبسة من الجانبية لا أسف وتحكي عن ليفي في أيامه عندما كان مجرمًا في المدينة الباطنية (تحت الأرض)، قبل أن يجنده إروين سميث في فيلق الاستطلاع.
الأنمي تم تجميعُها إلى فلمين مسرحي متحركين مع صوت جديد لكن مع نفس طاقم الممثلين. الفيلم الأول هجوم العمالقة – الجزء 1: القوس والسهم القرمزيان (「進撃の巨人」前編～紅蓮の弓矢～ Shingeki no Kyojin Zenpen ~Guren no Yumiya~)الذي جمّع الحلقات 13 الأولى الذي صدر في 22 نوفمبر 2014، أما الفيلم الثّاني هجوم العمالقة – الجزء 2: أجنحة الحرية (「進撃の巨人」後編～自由の翼～ Shingeki no Kyojin Kōhen ~Jiyū no Tsubasa~) الذي جمّع باقي الحلقات 12. والذي صُدر في 27 يونيو 2015. تم بثه إعادة بث للموسم الأول من 9 يناير 2016 على قناة إن إتش كي. وبثّ أيضا تجميع الأفلام في يناير 2017 في إم بي إس.
أعلن موسم ثاني من سلسلة أنمي يوم افتتاح الفيلم المسرحي الأول، الذي كان من المقرر أصلاً أن يطلق في عام 2016. ثم أكد في العدد يناير 2017 من مجلة شونين بيساتسو الأسبوعية أن الموسم الثاني سيكون عرضهُ الأول في أبريل عام 2017. ماساشي كوازوكا هو مخرج الموسم الثاني، مع أراكي يتصرف كمدير. أيضا قد تم ترخيصها بواسطة فونيميشن. وأنه عبارة عن 12 حلقة.
أعلن أنمي تلفزيون هجوم العمالقة: الثانوية، مانغا العرضية بدأ البث في أكتوبر عام 2015. كانت السلسلة من إخراج إيباتا يوشيهايد في برودكشن آي جي، مع سلسلة التكوين حسب ميدوري غوتو، تصميم الشخصيات بواسطة يارو يوكو، والموسيقى بواسطة تاتشيبانا أسامي. لنكد هورايزون قام بشارة البداية «الشباب مثل الألعاب النارية». وشارة النهاية، «هجوما مضادا على أرض الواقع» («هانجيكي لا دايتشي»)، مؤدية من قبل ممثلي أصوات إرين، ميكاسا وجان. وإعادة بثّ السلسلة خلال يناير 2016.
الموسم الثاني بـ12 حلقة والذي عُرض لأول مرة في 1 أبريل 2017 على MBS وشبكات تليفزيونية أخرى. فنميشن و كرانشي رول يعرضان الموسم الثاني على موقعما بالترتيب، أغنية البداية "شينزو وُو ساساغِيُّو" (心臓を捧げよ Shinzō o Sasageyo,! ، حرفياً "كرس قلبك! ") من لنكد هورايزون. أما أغنية النهاية (Yūgure no Tori" (夕暮れの鳥" من شينساي كميتيتشان، ولينتهي عرض هذا الموسم في 17 يونيو 2017.
بعد الحلقة الختامية للموسم الثاني، أُعلن الموسم الثالث في 2018. وسوف تنقل قناة إن إتش كي بث الموسم 3.
ثلاث حلقات أوفا أخرى خاصة بالمانغا الجانبية هجوم العمالقة: الفتاتان الضائعتان، سيتم عرضهما بالترتيب مابين سنتي 2017-2018 مرفقةً مع المجلدات 24، 25 و26 من المانغا الأصلية.
فيلم تجميعي آخر للموسم الثاني بعنوان هجوم العمالقة – الجزء 3: هدير النهضة صُدر في 13 يناير 2018.
الموسم الثالث مقسم إلى جزئين، والحلقة الأولى عرضت في 22 يوليو 2018 على إن إتش كي بمجموع 12 حلقة. والجزء الثاني في أبريل 2019 بمجموع 10 حلقات على نفس القناة.
في 2020 أعلن عن الموسم الرابع والأخير من العمل والذي سيتولى استديو مابا إنتاجه. قسم الموسم الى ثلاثة أجزاء، وبدأ عرض الحلقة الأولى من الموسم في 7 ديسمبر 2020 وانتهى عرض حلقات الموسم في 4 نوفمبر 2023، وتكون الموسم من 30 حلقة.

### الموسيقى

#### الموسم الأول
في الموسم الأولى للحلقات الثلاث عشر، أغنية البداية الأولى بعنوان "Feuerroter Pfeil und Bogen" (紅蓮の弓矢 Guren no Yumiya، حرفياً "القوس والسهم القرمزيان")، بأداء لينكد هورايزون وأغنية النهاية الثانية بعنوان "أتسُكوشيكي زانكوكو نا سيكاي" (美しき残酷な世界 Utsukushiki Zankoku na Sekai، حرفياً "العالم الجميل القاسي")، بأداء يوكو هيكاسا. بدءاً من الحلقة 14، تغيرت أغنية البداية إلى "Die Flügel der Freiheit" (自由の翼 Jiyū no Tsubasa، حرفياً "أجنحة الحرية")، مسار آخر للينكد هورايزون من أغنيتهم المنفردة «جيو إي نو شينغكي» التي تتضمن "Feuerroter Pfeil und Bogen". هذه الأغنية مصحوبة أيضاً بأغنية نهاية ثانية: «الهروب الكبير» بأداء سينما ستاف.
موسيقى السلسلة التصويرية أعدت من قبل هيرويوكي ساوانو، القرص المدمج الأول أصدر في 28 يونيو 2013 بوني كانيون إنك.
- مسار التسجيل:

جميع الأغاني من تأليف هيرويوكي ساوانو. 
| 1.  | "ətˈæk 0N tάɪtn" ("هجوم العمالقة")                            | 4:17 |
| 2.  | "The Reluctant Heroes"                                        | 4:27 |
| 3.  | "eye-water"                                                   | 3:01 |
| 4.  | "立body機motion" (Rittai Kidou; "Three-Dimensional Maneuver") | 5:43 |
| 5.  | "cóunter・attàck-mˈænkάɪnd" (counter.attack-mankind)          | 6:07 |
| 6.  | "army⇒G♂" (army ATTACK)                                       | 3:26 |
| 7.  | "Vogel im Käfig" ("Bird in a Cage")                           | 6:20 |
| 8.  | "DOA"                                                         | 3:26 |
| 9.  | "凸】♀】♂】←巨人" (Kyojin Shinkou; "Titan Invasion")          | 4:21 |
| 10. | "E・M・A"                                                     | 5:43 |
| 11. | "巨♀～9地区"                                                  | 3:32 |
| 12. | "Bauklötze" ("Building Blocks")                               | 3:56 |
| 13. | "2chi城" (Nichijou; "Daily Life")                             | 6:48 |
| 14. | "XL-TT"                                                       | 6:37 |
| 15. | "Call your name"                                              | 4:28 |
| 16. | "omake-pfadlib"                                               |      |

| 1.  | "進撃st-hrn-egt20130629巨人"   | 5:00 |
| 2.  | "進撃pf20130218巨人"           | 4:41 |
| 3.  | "進撃gt20130218巨人"           | 2:31 |
| 4.  | "進撃st-hrn-gt-pf20130629巨人" | 4:37 |
| 5.  | "進撃vc-pf20130218巨人"        | 6:11 |
| 6.  | "進撃vn-pf20130524巨人"        | 3:23 |
| 7.  | "進撃pf-adlib-b20130218巨人"   | 2:51 |
| 8.  | "進撃st20130629巨人"           | 5:25 |
| 9.  | "進撃pf-adlib-c20130218巨人"   | 3:53 |
| 10. | "進撃st-hrn-gt20130629巨人"    | 4:13 |
| 11. | "進撃pf-medley20130629巨人"    | 5:06 |

#### الموسم الثاني
أغنية البداية "شينزو وُو ساساغِيُّو" (心臓を捧げよ Shinzō o Sasageyo,! ، حرفياً "كرس قلبك! ") من لنكد هورايزون. أما أغنية النهاية (Yūgure no Tori" (夕暮れの鳥" من شينساي كميتيتشان.
سوانو عاد يؤلف الموسيقى التصويرية للموسم الثاني، مع سي دي موسيقى تصويرية تم إصدارها في 7 يونيو 2017 من قِبل بوني كانيون.
- مسار التسجيل:

جميع الأغاني من تأليف هيرويوكي ساوانو. 
| 1.            | "Barricades"                                                                         | yosh Gemie mpi                  | 3:41    |         |         |         |         |         |         |         |         |         |
| 2.            | "APETITAN"                                                                           |                                 | 5:31    |         |         |         |         |         |         |         |         |         |
| 3.            | "YouSeeBIGGIRL/T:T" (YmirBIGGIRL/Titan vs Titan)                                     | Gemie                           | 5:58    |         |         |         |         |         |         |         |         |         |
| 4.            | Untitled                                                                             |                                 | 5:22    |         |         |         |         |         |         |         |         |         |
| 5.            | "Call of Silence"                                                                    | Gemie                           | 2:57    |         |         |         |         |         |         |         |         |         |
| 6.            | "ERENthe標" (EREN the Coordinate)                                                    |                                 | 6:23    |         |         |         |         |         |         |         |         |         |
| 7.            | "attack音D" (attack on D)                                                            |                                 | 4:44    |         |         |         |         |         |         |         |         |         |
| 8.            | "YAMANAIAME"                                                                         | Mica Caldito mpi Mika Kobayashi | 4:27    |         |         |         |         |         |         |         |         |         |
| 9.            | Untitled                                                                             |                                 | 6:46    |         |         |         |         |         |         |         |         |         |
| 10.           | "進撃st-hrn-egt20130629巨人" (Shingeki Strings-Horns-ElectricGuitar 20130629 Kyojin) |                                 | 5:00    |         |         |         |         |         |         |         |         |         |
| 11.           | "So ist es immer"                                                                    | Benjamin                        | 4:48    |         |         |         |         |         |         |         |         |         |
| 12.           | "進撃st-hrn-gt-pf20130629巨人" (Shingeki Strings-Horns-Guitar-Piano 20130629 Kyojin) |                                 | 4:36    |         |         |         |         |         |         |         |         |         |
| 13.           | "ymniam-orch"                                                                        |                                 | 3:09    |         |         |         |         |         |         |         |         |         |
| 14.           | "The Reluctant Heroes <MODv>"                                                        | Mica Caldito                    | 4:30    |         |         |         |         |         |         |         |         |         |
| 15.           | "進撃st-hrn-gt20130629巨人" (Shingeki Strings-Horns-Guitar 20130629 Kyojin)          |                                 | 4:12    |         |         |         |         |         |         |         |         |         |
| 16.           | "theDOGS"                                                                            | mpi                             | 4:35    |         |         |         |         |         |         |         |         |         |
| المدة الكلية: | المدة الكلية:                                                                        | المدة الكلية:                   | 1:16:45 | 1:16:45 | 1:16:45 | 1:16:45 | 1:16:45 | 1:16:45 | 1:16:45 | 1:16:45 | 1:16:45 | 1:16:45 |

| 1.  | "進撃pf-medley20130629巨人" (Shingeki Piano Medley 20130629 Kyojin)      | 5:06 |
| 2.  | Untitled                                                                 | 5:31 |
| 3.  | "進撃pf20130218巨人" (Shingeki Piano 20130218 Kyojin)                    | 4:40 |
| 4.  | "進撃gt20130218巨人" (Shingeki Guitar 20130218 Kyojin)                   | 2:31 |
| 5.  | "TWO-lives"                                                              | 4:57 |
| 6.  | "進撃st20130629巨人" (Shingeki Strings 20130629 Kyojin)                  | 5:25 |
| 7.  | "進撃vn-pf20130524巨人" (Shingeki Violin-Piano 20130524 Kyojin)          | 3:23 |
| 8.  | "ymniam-MKorch"                                                          |      |
| 9.  | "進撃pf-adlib-c20130218巨人" (Shingeki Piano Adlib on c 20130218 Kyojin) | 2:36 |
| 10. | "進撃pf-adlib-b20130218巨人" (Shingeki Piano Adlib on b 20130218 Kyojin) | 2:50 |
| 11. | "進撃vc-pf20130218巨人" (Shingeki Cello-Piano 20130218 Kyojin)           | 6:11 |
| 12. | "TheWeightOfLives"                                                       | 7:20 |
| 13. | "YAMANAIAME <FMv>"                                                       | 4:28 |
| 14. | "AOTs2M他1"                                                              | 4:10 |
| 15. | "AOTs2M他2"                                                              | 2:08 |
| 16. | "AOTs2M他3"                                                              | 3:25 |
| 17. | "AOTs2M他4"                                                              | 4:03 |

### فيلم أنمي
الفيلم التجميعي الأول (هجوم العمالقة – الجزء 1: القوس والسهم القرمزيان) كانت شارتهُ النهائيّة هي «يامانيامي» (حرفيّّا. «أوقفها المطر») من قبل هيرويوكي ساوانو، ميكا كوباياشي، ميكا كالديتو و غرين زايو (紅蓮の座標 حرفياً. "قرمزي الإحداثي") من تأليف لنكد هورايزون. أما الفيلم الثاني  (هجوم العمالقة – الجزء 2: أجنحة الحرية) الشارة النهائية «ثيدوجغس» من قبل هيرويوكي ساوانو، وكان موضوع أغنية الفيلم جييوو نو دايشو (自由の代償) من تأليف لنكد هورايزون.
فيلم ثالث صدر 13 يناير 2018 تحت عنوان، (هجوم العمالقة - الجزء 3: هدير النهضة).

### الألعاب
أربع ألعاب فيديو لـهجوم العمالقة مطورة من قبل عاملي نيتروبلس بالتعاون مع برودكشن آي جي أعلن عنها. أوضحت نيتروبلس بأن الاستوديو كشركة ليس مشاركاً في ألعاب هجوم العمالقة على قرص البلو-راي، بينما العاملون المنفردون مشاركون. الألعاب روايات قصيرة وسوف تُضمن في النسخ الأولى من المجلدين الثالث والسادس من أقراص بلو-راي للأنمي. ستغطي الألعاب قصصاً جانبية عن الشخصيات في هجوم العمالقة. هاجيمي إيساياما نفسه يقوم بالإرشاد على تطوير الألعاب؛ برودكشن آي جي متعاونة في المشروع أيضاً.
مجلد بلو-راي الثالث صدر في 18 سبتمبر مع رواية سيكو القصيرة ضائعة في العالم القاسي عن ميكاسا، وعرض مسبق لرواية سآكو، خيار بلا ندم (悔いなき選択 Kuinaki Sentaku). مجلد بلو-راي السادس سيصدر في 18 ديسمبر مع نسخة كاملة من خيار بلا ندم عن ماضي ليفاي وإروين، رواية هاغانيا القصيرة الغير معنونة حالياً عن إيرين وليفاي، ورواية سيكو القصيرة، سور سينا، وداعاً عن آني.
لعبة أكشن، بعنوان "هجوم العمالقة: البشرية مكبلة" (進撃の巨人 ～反撃の翼～ Shingeki no Kyojin ~Hangeki no Tsubasa~) طوّرتها سبايك شونسوفت من نينتندو 3دي أس، وصدر في اليابان يوم 5 ديسمبر 2013، أمريكا الشمالية في 12 مايو 2015 وأوروبا في 2 يوليو 2015.
لعبة على الهاواتف الذكية، باسم الهجوم على العمالقة: عُواء نحو الحرية (شينجيكي نو كيوجين ~جيو إي نو هوكو~) يتم تطويرها حاليا بواسطة Mobage لنظاميّ التشغيل آي أو إس وأندرويد. في اللعبة، اللاعبين يلعبون كشخصية نُفِيَت من جدار روز. اللاعبين يجب أن يبنوا ويحصّنوا بلدة خارج الجدار ويوسّعوها بواسطة أدوات المناورة وأيضا استغلال العمالقة والأدوات المتاحة من اللاعبين الآخرين.
مجموعة هجوم العملاقة البدلات أُضيفت إلى ديد أور ألايف 5 لاست روند في يونيو 2016، وإلى جانب ساحة لعب مستندة على حائط روز أثناء الهجوم من قبل العملاق الهائل.
بالإضافة إلى ذلك، لعبة هجوم العمالقة وبضاعة عرضا قد برز في حدث منتقل نيكوس مْمْوربْغْ، مابليستوري في اليابانية ونسخ جي إم سي.
لعبة أُخرى، هجوم العمالقة، لـ بلاي ستيشن 4، بلاي ستيشن 3 وبلاي ستيشن فيتا، نشرت من قبل وتطوير كوي تيكمو، أعلنت في جيمز كوم 2015. أُصدرت في 18 فبراير 2016 في اليابان. وأكد في وقت لاحق أن يفرج عنها في جميع أنحاء العالم جنبا إلى جنب مع إصدارات أجهزة الكمبيوتر الشخصية وأجهزة إكس بوكس.
كابكوم تطوّر لعبة هجوم العمالقة تحت اسم شينغكي نو كيوجين: تيم باتل.
عنوان آخر لهذه السلسلة، هجوم العمالقة: الهروب من الموت المحقّق، متطوّر لـ 3DS نينتندو لدى مجلّة فاميتسو في أكتوبر 2016، هذه اللعبة في البداية كانت من المفترض أن تبدأ في 30 مارس 2017، لكن مؤجّلة إلى 11 ماي 2017.
لعبة أُخرى، هجوم العمالقة 2: مستقبل الإحداثي، التي أعلنت. سيتمّ إصدارها في 30 نوفمبر 2017 في اليابان.
لعبة لتتمّة لهجوم العمالقة كويي تِكمُو المُعلن عليها في أغسطس 2017، التي قد تمّ إصدارها في 20 مارس 2018، تحت عنوان هجوم العمالقة 2 .

### الفيلم
أعلن فيلما حيًا للعمل في الإنتاج في أكتوبر 2011. في ديسمبر 2012، ورد أن تتسويا ناكاشيما قد ترك موقعه كمخرج الفلم الحي. وفقاً لموزع الفلم توهو، واجه ناكاشيما اختلافات ابتكارية ملحوظة في كتابة السيناريو وتغيير بعض الأسماء من الألمانية إلى اليابانية وأشياء أخرى. في ديسمبر 2013، شينجي هيغوتشي هو الذي سيكون المخرج، وأيضا سيكون مسؤولاً على التأثيرات الخاصة. وسوكي واتانابي الكاتب والناقد/خبير الثقافة الفرعية وأعلن توموهيرو ماتشيياما أن تكون البرمجة النصية الفيلم مع سلسلة المؤلف إيساياما.
في يوليو 2014، تبين أن اثنين من الأفلام سيتم الإفراج عنهم في صيف عام 2015. الفيلم الدّعائي الأول صدر في مارس عام 2015. وفي الشهر التالي، توهو أصدر الفيلم الدّعائي الثاني، وأعلن هذا الأخير تحت عنوان هجوم العمالقة: نهاية العالم. في يوليو 2015، فيلم دعائي ثالث تمّ إصداره، كشف «العتاد المناورات الثلاثيّة الأبعاد»، فضلا عن تأكيد الفيلم سيتم إطلاثه في مسارح آيماكس في اليابان.
فيلم حي، تحت عنوان "Shingeki no Kyojin: Hangeki no Noroshi" (進撃の巨人 反撃の狼煙، حرفياً "هجوم العمالقة: مشعل لهجوم المُضاد") ويستخدم الممثلين نفسهم كباقي الأفلام، بدأت البدأ في إن تي تي دوكومو خدمة دي تي في الفيديو عبر الإنترنت في 15 أغسطس 2015، سلسلة ثلاث حلقات وتركز على هانجي زوي وبحوثها عن العمالقة، فضلا عن الطريقة التي تم بها إنشاء «معدات المناورة».
ديدلاين.كوم أفادت أن وارنر بروس. في المفاوضات الرامية إلى تأمين حقوق الفيلم هجوم العمالقة على امتياز. الوحوش المذهلة وأين تجدها المنتج ديفيد هيمان على الإنتاج ي مشروع الفيلمين المقترحيين الذي يعيد صنع فيلم العمل الياباني لسنة 2015. بعد يوم واحد، ومع ذلك، قال ممثلي كودانشا أن لا هناك مفاوضات مع وارنر بروس.
المسرحية بعنوان «تأثير مباشر» وأعلن على شريط ملفوف في 21 مجلد. كان من المقرر أن تبدأ من 28 يوليو حتى 3 سبتمبر 2017. المسرحية ألغيت بعد أحد الموظفين العاملين قام بحادث.

### وسائل إعلام أخرى
اثنين من الكتب الإرشادية للمانغا باسم «الداخل» و«الخارج» أصُدرا في 9 أبريل و9 سبتمبر 2013 على التوالي، ويحوي هذان الكتابان المفهوم الفنّي، معلومات عن الشخصيات ومقابلات.
تم صنع قرص درامي مضغوط لطاقم الأنمي وتم ضمُّه لعدد يناير 2014 من مجلة بيساتسو شونين. في 3 نوفمبر 2014، الكاتب الأمريكي كابولسكي كشف أن هناك عمل مشترك قائم بين هجوم العمالقة ومارفل كومكس. كابولسكي خطّط السيناريو المكتوب بواسطة المؤلف الأصلي هاجيمي إيساياما. أول عمل سيحوي مواجهة بين الرجل العنكبوت، المنتقمون (The Avengers) وحماة المجرة بين عدة عمالقة، من بينهم العملاق الضخم، والعملاق المدرع والعملاقة الأنثى، في شوارع مدينة نيويورك. من خلال يوم الكتاب الهزلي الحر 2015، شملت معاينة مارفيل«الحروب السرية» عرض 8-صفحات «هجوم المنتقمون» عن طريق المؤلف هاجيمي إيساياما مع الفنان ساندوفال جيراردو. تمّ إعلان في سنة 2015 نيويورك كوميك كون أن عنوان الكتاب الهزلي الأمريكي هجوم العمالقة مختارات الذي سينشر.
ظهرت السلسلة في إصدار جريدة الرياض رقم 16433 بعنوان «هجوم العمالقة: من الورق إلى الشاشة الكبيرة» بتاريخ 21 يونيو 2013، حيث ذكرت المقالة قوة الأنمي وسرعة انتشاره وشهرته وبعض المعلومات الأخرى عنه.

## الاستقبال
فازت السلسلة بجائزة مانغا كودانشا لفئة الشونن في 2011. مع حلول يونيو 2013، باعت السلسلة أكثر من 20 مليون نسخة في اليابان. الأنمي ملحوظ أيضاً لمساعدته في تعزيز مبيعات السلسلة حيث دعت ماينيتشي شينبن الحالة «نجاح مرة-في-عقد.»

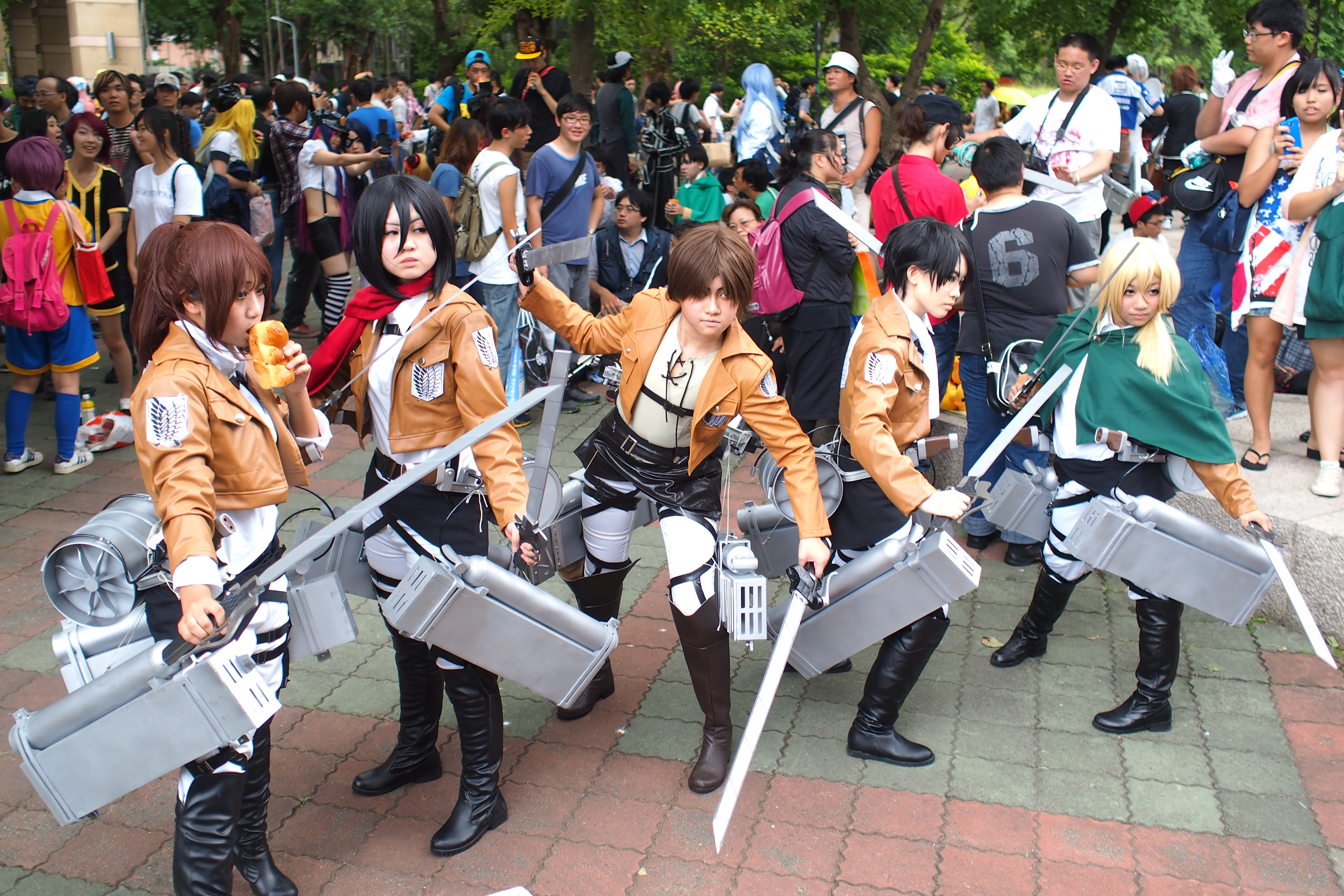
كوسبلاي لبعض شخصيات هجوم العمالقة

كارل كيملنجر من شبكة أخبار الأنمي كان انتقادياً بشكل حاد للحلقتين الأوليين من الأنمي. مدح بالفعل المسلسل "[إرجاعه] هلع الفي-في-فو-فوم"، ولكن بعدها قال بأن ذلك "لا تصنع عرضاً جيداً". انتقد كيملنجر إخراج أراكي، قائلاً بأنه "نوى بوضوح أن يكون الأنمي قوياً ومضطرباً، ولكنه بسيط وغير مرضٍ." من جانب آخر، مدح ناقدون آخرون من شبكة أخبار الأنمي الكثير من السلسلة. ريبيكا سلفرمان قالت بأنه "جميل ومروع أيضاً في مرئياته"، و"خليط ممتاز مما عرّفته الروائية القوطية من القرن ال18 آن رادكليف كالرعب ضد الهلع: الأول جسدي، يجعلك تريد أن تنظر بعيداً، والآخر فكري، يجعلك تريد أن تعرف ما الذي سيحدث لاحقاً." بالرغم من أن هناك الكثير من العروض الكارثية، نوّه كارلو سانتوس على أن "القليل يقتربون من الإتقان مثل هجوم العمالقة". وصف سانتوس السلسلة بأنها تحفة من الموت والدمار" حتى مع مشاهدته فقط للحلقة الأولى. ثيرون مارتن مدح المسارات الموسيقية و"الحلقة الأولى الشديدة والمؤثرة" بالرغم من إحساسه بأن لها "تحريكاً محدوداً." قارن مارتن أيضاً بين الجمال العاطفي والمرئي لـهجوم العمالقة وكلايمور.
حصلت السلسلة على شعبية أيضاً في الدول الآسيوية المجاورة. على سبيل المثال، ظهرت تغطية الأنمي في الصفحة الأمامية من صحيفة هونغ كونغ الصينية الحرة am730 في 27 مايو 2013، متحدثة عن شعبيتها في هونغ كونغ وكذلك في الصين وتايوان. لكن السلسلة أيضاً قد اجتذبت النقد: مجلة إلكترونيك تايمز الكورية الجنوبية اتهمت هجوم العمالقة لاحتوائها رسالة عسكرية تخدم الميول السياسية لرئيس وزراء اليابان شينزو أبه؛ في حين لاقت السلسلة قبولاً لدى شباب هونغ كونغ الذين رأوا العمالقة الغازين كمجاز للصين القارية. المعلق الإعلامي من هونغ كونغ، وونغ ييونغ تات، مدح أسلوب هاجيمي إيساياما وبراعة إطار قصة هجوم العمالقة، التي تفتح نفسها لتفسيرات القراء المتعددة. في 2013، بعد خروج إعلام متصل بمنشور في 2010 على مدونة إيساياما تشير إلى أن تصميم الشخصية دوت بيكسس كان مقتبساً من الجنرال الإمبراطوري الياباني يوشيفورو أكياما، اندلعت نيران حرب إنترنت بشأن سجلات الجنرال الحربية على مدونة إيساياما، بما فيها تهديدات بالقتل نحوه.

## الجوائز والترشيحات
| قائمة الجوائز والترشيحات | قائمة الجوائز والترشيحات | قائمة الجوائز والترشيحات             | قائمة الجوائز والترشيحات | قائمة الجوائز والترشيحات | قائمة الجوائز والترشيحات |
| السنة                    | الجائزة                  | الفئة                                | المستلم                  | النتيجة                  | م.                       |
| ------------------------ | ------------------------ | ------------------------------------ | ------------------------ | ------------------------ | ------------------------ |
| 2024                     | جوائز كرانشي رول للأنمي  | أفضل سلسلة مستمرة                    | هجوم العمالقة            | رُشِّح                      | [ 130 ]                  |
| 2024                     | جوائز كرانشي رول للأنمي  | أفضل تحريك                           | هجوم العمالقة            | رُشِّح                      | [ 130 ]                  |
| 2024                     | جوائز كرانشي رول للأنمي  | أفضل مخرج                            | يويشيرو هاياشي           | رُشِّح                      | [ 130 ]                  |
| 2024                     | جوائز كرانشي رول للأنمي  | أفضل تصوير سينمائي                   | هجوم العمالقة            | رُشِّح                      | [ 130 ]                  |
| 2024                     | جوائز كرانشي رول للأنمي  | أفضل أنمي أكشن                       | هجوم العمالقة            | رُشِّح                      | [ 130 ]                  |
| 2024                     | جوائز كرانشي رول للأنمي  | أفضل أنمي درامي                      | هجوم العمالقة            | فوز                      | [ 130 ]                  |
| 2024                     | جوائز كرانشي رول للأنمي  | أفضل شخصية رئيسية                    | ايرين ييغر               | رُشِّح                      | [ 130 ]                  |
| 2024                     | جوائز كرانشي رول للأنمي  | أفضل شخصية مساندة                    | هانغي زو                 | رُشِّح                      | [ 130 ]                  |
| 2024                     | جوائز كرانشي رول للأنمي  | أفضل موسيقى تصويرية أصلية            | هجوم العمالقة            | فوز                      | [ 130 ]                  |
| 2024                     | جوائز كرانشي رول للأنمي  | أفضل أداء صوتي - اليابانية           | يوكي كاجي                | رُشِّح                      | [ 130 ]                  |
| 2025                     | جوائز كرانشي رول للأنمي  | جائزة التأثير العالمي                | هجوم العمالقة            | فوز                      | [ 131 ]                  |
| 2025                     | جوائز كرانشي رول للأنمي  | أفضل أداء صوتي - الإنجليزية          | جوش غريل                 | رُشِّح                      | [ 131 ]                  |
| 2025                     | جوائز كرانشي رول للأنمي  | أفضل اداء صوتي - اللاتينية الأسبانية | ميغيل أنخيل ليال         | فوز                      | [ 131 ]                  |

## وصلات خارجية
- هجوم العمالقة على موقع ANN manga (الإنجليزية)
- هجوم العمالقة (مانغا) في شبكة أخبار الأنمي
- موقع المانغا الرسمي
- موقع الأنمي الرسمي
- الموقع الرسمي للفيلم الحي
- الموقع الرسمي للعبة الاجتماعية